# Góra Didgori
Góra Didgori (gruz. დიდგორი) – nazwa szczytu mierzącego 1647 metrów nad poziomem morza. Góra leży 40 km na zachód od gruzińskiej stolicy Tbilisi we wschodniej części łańcucha Gór Trialeckich, wchodzących w skład Małego Kaukazu. W pobliżu góry doszło do zwycięskiej dla Gruzinów bitwy z Turkami Seldżuckim. W latach 90. XX wieku wzniesiono tu olbrzymi monument na pamiątkę bitwy, składający się z wielu masywnych rzeźb mieczy wbitych w ziemię, które można interpretować jako cmentarne krzyże. Między mieczami leżą rozczłonkowane rzeźby ludzi, symbolizujące poległych w walce.